# Syacium guineensis
Syacium guineensis is een straalvinnige vissensoort uit de familie van schijnbotten (Paralichthyidae). De wetenschappelijke naam van de soort is voor het eerst geldig gepubliceerd in 1862 door Bleeker.